# René Étiemble
René Étiemble, né le 26 janvier 1909 à Mayenne et mort le 7 janvier 2002 à Dreux, connu sous le nom de plume d’Étiemble, est un écrivain et universitaire français, reconnu notamment comme sinisant éminent, spécialiste du confucianisme et du haïku et traducteur de poésie. 
Défenseur des littératures extra-européennes, il est reconnu comme l'un des principaux initiateurs et animateurs de la littérature comparée de son époque. 
La parution en 1964 de son livre le plus connu, Parlez-vous franglais ?, vaut à René Étiemble d'être salué comme le « pourfendeur du franglais ».

## Origines et vie privée
René Ernest Joseph Eugène Étiemble naît le 26 janvier 1909 à Mayenne. Il est le fils d'Ernest Étiemble, voyageur de commerce, et d'Angèle Falaise, ouvrière modiste. Il est très tôt orphelin de père. Sa famille est d'origine dieppoise : le patronyme Étiemble est une forme régionale du prénom Étienne et se prononce comme s'il était écrit « éthyamble ».
Il passe son enfance entre Mayenne, sa ville natale, et Laval, où il poursuit ses études secondaires au lycée Ambroise-Paré, dont il ne garde pas un souvenir ébloui. Titulaire du baccalauréat, il gagne Paris et prépare  le concours d'entrée à l’École normale supérieure au lycée Louis-le-Grand, où Albert Bayet lui donne le goût de la clarté et de la simplicité efficace. Il intègre l'école en 1929.
Il épouse Yassu Gauclère, qu'il a rencontrée lors d'un voyage à Moscou. Elle meurt d'un cancer en 1961. En secondes noces, il épouse, le 23 février 1963, Jeannine Kohn, avec laquelle il adopte, en 1975, une enfant, Sylvie Étiemble, d'origine vietnamienne[réf. nécessaire].

## Les débuts et les engagements
Il est agrégé de grammaire. Passionné par la Chine et la philosophie, il entreprend alors des études de chinois à l'École des langues orientales. Il est pensionnaire à la Fondation Thiers de 1933 à 1936. Il s'engage en politique et adhère à l'Association des écrivains et artistes révolutionnaires qui veut unir les écrivains antifascistes. Il s'éloigne cependant rapidement de la galaxie communiste française et « donne sa démission pour prendre à Beauvais une classe de sixième, car tout lui parait préférable au stalinisme alors que s'est ouverte à Moscou l'ère des grands procès et des grandes purges ». Il reviendra plus tard sur son engagement communiste : « [la réalité me] purge de mes fantasmes, ou du moins de mes illusions de 1934 prétendument marxistes : en fait, bêtement staliniennes ».
Après son voyage à Moscou, il fonde en 1934 « Les Amis du peuple chinois », avec Louis Laloy, André Malraux, Paul Vaillant-Couturier, association proche du Parti communiste français et qui soutient Mao Zedong. Malgré sa rupture avec le stalinisme en 1936, il restera favorable à Mao pendant de nombreuses années (s'il reconnaît que les maoïstes chinois sont « durs sans doute, et souvent impitoyables », il admire sans réserve leur volonté de relever la civilisation chinoise dont ils seraient les héritiers philosophiques). Il revient ensuite sur ce jugement alors que le maoïsme devient à la mode en Occident, et polémique durant les années 1960 avec les maoïstes français réunis autour de la revue Tel Quel, notamment Philippe Sollers et Julia Kristeva. Lors de la sortie de l'ouvrage de Simon Leys, Les Habits neufs du président Mao, fortement critique à l'égard de Mao, Étiemble fait l'éloge du livre du sinologue belge. En 1976, il publie Quarante ans de mon maoïsme qu'il présente comme un « examen de conscience d'un de ces imbéciles qui, en 1934, fondèrent à Paris une association de soutien à Mao Tsö-tong ». Simon Leys écrit quant à lui que « deux hommes seulement — Étiemble tout récemment et maintenant Claude Roy — peuvent fièrement remettre aujourd'hui sous les yeux du public ce qu'ils écrivaient hier sur ce sujet [la Chine] ».
Ses pérégrinations : Antilles, Mexique, États-Unis, Égypte, Moscou, Hongrie, Chine, Japon, Inde, dont il déclarait : « ces voyages qui déforment l'âge mûr », détrompèrent ses convictions socialistes. Cependant en utopiste non repenti, il refusait le désespoir : « Au moment où de toute part nous voyons monter la barbarie, je me hâte de porter ce témoignage en faveur d'un humanisme que la gauche refuse bêtement sous prétexte que la droite longtemps le mutila. Si pourtant vous renoncez à l'humanisme, à quoi bon l'homme ? »

## La littérature
Il entre en littérature sous la tutelle de celui qu'il appellera plus tard son « parâtre », Jean Paulhan : il signe, dans la N.R.F. d'avril 1934 sous le pseudonyme de Jean Louverné (reprenant le nom d'une commune mayennaise située à côté de Laval), un article consacré à André Gide et publie en 1937 son premier roman autobiographique, L'Enfant de chœur. Les 226 lettres inédites de Jean Paulhan à René Étiemble ont été éditées et annotées par Jeannine Kohn-Étiemble (Klincksieck, 1975). Après deux brefs séjours comme professeur au lycée de Beauvais et un voyage au Mexique, il enseigne à l'Université de Chicago jusqu'en 1943, date à laquelle il est détaché à l'Office of War Information de New York. Pendant ses années américaines, il fait de longs séjours en Arizona et se passionne pour les cultures indiennes, notamment hopi ; elles lui inspirent une pièce monumentale, Cœurs doubles, qu'il tentera vainement de faire jouer après la guerre.
Dans le domaine de la littérature comparée il a reçu le prix Balzan en 1988 « Pour avoir étudié, dans ses recherches et dans ses nombreux essais, les problèmes théoriques de la littérature comparée et fait ressortir avec une grande honnêteté intellectuelle les qualités personnelles de plusieurs grands auteurs de cultures différentes » (motivation du Comité général des prix Balzan).

## L'universitaire
À la fin de 1943, il s'installe en Égypte où il est nommé chef de la section de français de l'Université d'Alexandrie. Il y fonde, avec l'appui du recteur Taha Hussein, la revue littéraire Valeurs dont le premier numéro paraît en 1945. Il est par la suite nommé à l'université de Montpellier, en 1948. Il est élu à la Sorbonne en 1955 où il enseigne la littérature comparée jusqu'en 1978.
Il peut être considéré comme le véritable introducteur en France de la littérature comparée. Après avoir donné, avec Le Mythe de Rimbaud, un imposant exemple des études de réception littéraire (comment l'œuvre et le personnage de Rimbaud ont été lus, compris, interprétés voire déformés en « mythe » à travers le monde), il s'est ainsi employé à faire l'histoire exhaustive des liens culturels entre la Chine et l'Europe depuis l'Antiquité (L'Europe chinoise). Outre ces deux entreprises monumentales, il a défendu et illustré le comparatisme littéraire dans de nombreux articles, en partie rassemblés dans ses Essais de littérature universelle.
Ces travaux se fondent en effet sur cette idée de littérature universelle, inspirée de Goethe (Weltliteratur). Pour lui, les littératures, et plus généralement les cultures, ne peuvent être considérées comme des entités pures et hermétiques : les formes et les idées circulent sans cesse et depuis toujours, même entre des univers culturels sans rapports apparents, et cette circulation est créative, même quand elle repose sur des contre-sens ; Étiemble a ainsi montré comment l'esthétique poétique symboliste, stérile et obsolète en Europe, a eu en revanche un effet novateur et fécondant dans les littératures chinoise ou japonaise ; de même que des formes littéraires orientales comme le haïku ou le pantoum ont inspiré les poètes européens, même quand ils en avaient une conception erronée.
En outre, Étiemble considère que les grandes catégories poétiques dépassent les littératures nationales et ne peuvent être vraiment comprises que par une approche aussi universelle que possible. Il est ainsi absurde, selon lui, de disserter sur l'épopée à partir des seuls exemples européens, en ignorant les littératures épiques persane, indienne, peule.
Il a défendu ce mondialisme littéraire par ses activités de traducteur, de critique, de directeur de collection et de professeur d'université, en entretenant des échanges incessants avec des écrivains, des intellectuels, des universitaires de tous les continents, en accueillant et dirigeant de nombreux étudiants étrangers et en encourageant les travaux comparatistes. Avec l'invention du néologisme « franglais », il se fit le pourfendeur des emprunts envahissants d'expressions anglaises dans l'usage courant de la langue française.

## L'écrivain
Directeur littéraire des éditions du Scarabée, il signe dans le même temps des articles de critique littéraire dans La Nouvelle Revue française et Les Temps Modernes (1946-1952). Il exerça une plume acérée et sensible au service d'Arthur Rimbaud et de Confucius. C'est un défenseur des valeurs de la langue française. Il sera directeur de la collection « Connaissance de l'Orient » chez Gallimard ayant pour but de faire connaître en France les littératures asiatiques, qu'elles soient chinoise, japonaise, indienne, vietnamienne ou autres.

## Éclectisme et combats

### Franglais
La parution en 1964 de son livre le plus connu, Parlez-vous franglais ?, vaut à René Étiemble d'être salué comme le « pourfendeur du franglais »,,. 
Écrivant l'anglais comme le français, il estimait qu'aucune de ces deux langues n'avait à empiéter l'une sur l'autre, chacune ayant à respecter son génie propre. Il citait à cet égard en exemple le « bowling green » devenu « boulingrin », le « packet-boat » francisé en « paquebot » et le « riding-coat » dont on avait fait avec bonheur la « redingote ».
Considérant comme une régression le « babélien », y compris dans sa manifestation nommée par lui « sabir atlantique », il se montrait critique des anglicismes d'ignorance, comme l'abréviation « Mr. » au lieu de « M. » pour « monsieur » (il fit gratter ce « r » d'une inscription le désignant dans une intervention publique, refusant sa prestation tant que la correction n'aurait pas été effectuée).

### Civilisation chinoise
Ses nombreux ouvrages sur la Chine, en particulier Confucius (1956), montrent une grande admiration pour la civilisation chinoise, qu'il affirme sous-évaluée par les universitaires occidentaux.

### « Mythe de Rimbaud »
Il est l'auteur du concept de « mythe de Rimbaud », par lequel il estimait que l'interprétation de l'œuvre du poète Arthur Rimbaud avait « été plombée par les commentaires et les crétineries »,. Il en fait le sujet de sa thèse en 1952.

### Autres combats
D'autres combats : Racismes (réédité en 1998 par Arléa), puis l'Érotisme et l'amour, en 1987, où il entendait montrer qu'on parle trop d'amour, c'est-à-dire mal.
Étiemble aurait été également un pamphlétaire littéraire : invité de Bernard Pivot en 1988, il se prit à réexaminer la figure de Jean Paulhan, précepteur de Claude et de Michel Gallimard, ce dernier fils et neveu de Gaston Gallimard. À propos de l'accident de voiture où Michel Gallimard se tua avec Albert Camus en 1960, il écrit : « J'ai longtemps enquêté et j'avais les preuves que cette Facel Vega était un cercueil. J'ai cherché en vain un journal qui veuille publier mon article... ».

## Œuvres

### Principaux ouvrages
- Rimbaud, Gallimard, 1936, essaiÉcrit avec Yassu Gauclère. Édition revue et augmentée en 1950 et en 1966. Nouvelle édition en 1991.
- L'Enfant de chœur, Gallimard, 1937, roman
- Notre paix, 1941Écrit avec Michel Berveiller.
- Proust et la crise de l'intelligence, Éditions Valeurs, 1945, essai
- Six Essais sur trois tyrannies, Éditions de la Revue Fontaine, 1947, essai
- Peaux de couleuvre, I, Gallimard, 1948, roman
- Le Mythe de Rimbaud : Structure du mythe, Gallimard, 1952, essaiRemaniement de sa thèse doctorale. Nouvelle édition en 1961, revue, corrigée et augmentée de nombreux passages censurés en 1952.
- Hygiène des lettres, I : Premières notions, Gallimard, 1952, essai
- Le Mythe de Rimbaud : Genèse du mythe (1869-1949), Gallimard, 1954, essaiNouvelle édition revue et augmentée en 1968.
- Hygiène des lettres, II : Littérature dégagée, Gallimard, 1955, essai
- Confucius, Gallimard, 1956, essai
- Hygiène des lettres, III : Savoir et goût, Gallimard, 1958, essai
- Tong Yeou Ki ou Le Nouveau Singe pèlerin, Gallimard, 1958, récit de voyage
- Supervielle, Gallimard, 1960, essai
- L'Orient philosophique au XVIIIe siècle, Centre de documentation universitaire, 1961En 3 volumes.
- Blason d'un corps, Gallimard, 1961
- Le Mythe de Rimbaud : L'année du Centenaire, Gallimard, 1961, essaiDeuxième édition revue et augmentée en 1968.
- L'Écriture, Gallimard, 1961, essaiNouvelle édition en 1973.
- Connaissons-nous la Chine ?, Gallimard, 1964, essai
- Parlez-vous franglais ?, Gallimard, 1964, essaiNouvelle édition revue et augmentée en 1973, puis en 1980.
- Hygiène des lettres, IV : Poètes ou faiseurs ?, Gallimard, 1966, essai
- Hygiène des lettres, V : C'est le bouquet !, Gallimard, 1967, essai
- Le Babélien, 1968
- Le Jargon des sciences, 1968
- Le Sonnet des voyelles : De l'audition colorée à la vision érotique, Gallimard, 1968, essai
- Retours du monde, Gallimard, 1969
- Correspondance avec Jules Supervielle (1936-1959), Seyes, 1969, correspondance
- Yun Yu. Essai sur l'érotisme et l'amour dans la Chine ancienne, 1969
- L'Art d'écrire, 1970
- Les Jésuites en Chine : La querelle des rites (1552-1773), Gallimard, 1973, essai
- Essais de littérature (vraiment) générale, Gallimard, 1974, essaiTroisième édition revue et augmentée en 1975 de nombreux textes dont plusieurs inédits. Prix de l'essai de l'Académie française[18].
- Mes contre-poisons, Gallimard, 1974, essai
- Quarante ans de mon maoïsme : 1934-1974, Gallimard, 1976, essai
- Comment lire un roman japonais ?, 1980, essai
- Le Kyoto de Kawabata, 1980
- Trois femmes de race, Gallimard, 1981
- Quelques essais de littérature universelle, Gallimard, 1982, essai
- Rimbaud, système solaire ou trou noir ?, PUF, 1984, essai
- Le Cœur et la Cendre : Soixante ans de poésie, 1985
- Racismes, Arléa, 1986, essaiPrécédé de Les racismes vécus par Jeanine Kohn-Étiemble.
- L'Érotisme et l'Amour, Arléa, 1987, essai
- Ouverture(s) pour un comparatisme planétaire, Christian Bourgois, 1988, essai
- Lignes d'une vie : Naissance à la littérature ou Le Meurtre du Père, Arléa, 1988, mémoires
- L'Europe chinoise, I : De l'Empire romain à Leibniz, Gallimard, 1988, essai
- L'Europe chinoise, II : De la sinophilie à la sinophobie, Gallimard, 1989, essai
- Lignes d'une vie 2 : Naissance à la politique ou Le meurtre du petit père, Arléa, 1990, mémoires
- Vingt-cinq ans après, 1991
- Nouveaux essais de littérature universelle, Gallimard, 1992, essai
- Propos d'un emmerdeur : Entretiens sur France Culture avec Jean-Louis Ezine, Arléa, 1994, entretiensÉcrit avec Jean-Louis Ezine.
- Du haïku, Kwok On, 1995, essaiÉtude théorique du haïku.

### Autres réalisations
- Édition des deux volumes de la Pléiade consacrés aux Romanciers du XVIIIe siècle.
- Édition du premier volume des Philosophes taoïstes, Bibliothèque de la Pléiade, 1980.
- Traductions de Giuseppe Antonio Borgese et de T. E. Lawrence

## Distinctions

### Récompenses
- 1944 : prix de la première pièce
- 1952 : prix Sainte-Beuve (critique)
- 1974 : prix de l'essai de l'Académie française pour Essais de littérature (vraiment) générale
- 1981 : prix international du livre
- 1981 : prix de l’Union rationaliste pour l’ensemble de son œuvre
- 1982 : prix de la critique littéraire
- 1986 : Lauréat du PEN club français
- 1988 : prix de la Fondation Balzan (Littérature comparée)
- 1992 : membre d'honneur de l'Académie du Maine
- Membre de l’Académie des arts, lettres et sciences de Venise

### Décorations
- Commandeur de la Légion d'honneur
- Commandeur de l'ordre des Palmes académiques